# Bembecia jakuta
Bembecia jakuta is een vlinder uit de familie wespvlinders (Sesiidae), onderfamilie Sesiinae.
Bembecia jakuta is voor het eerst wetenschappelijk beschreven door Herz in 1903. De soort komt voor in het Palearctisch gebied.